# Население на Канада

## 1945 – 1966
Населението на Канада рязко се увеличава след Втората световна война. За всеки трима канадци през 1945 г. има над 5 през 1966 г. През септември 1966 г. населението на Канада надхвърля 20 милиона. По-голямата част от този растеж идва от естествения прираст. Депресията от 1930-те и войната потиснала нормалното развитие на броя на браковете, но след 1945 г. канадците наваксват изгубеното. Демографският взрив продължил през 1950-те, като между 1951 и 1956 г. населението се увеличава с близо 15 %. Само веднъж в историята на Канада населението наброявало повече души – в десетилетието преди 1911 г., когато прериите били заселени. Без съмнение добрите икономически условия през 1950-те били предпоставка за увеличаване на населението, но причините за това могат да се намерят и в склонността на канадците да се женят рано, както и в увеличаването на броя на членовете в семейството. През 1957 г. раждаемостта достига 28‰, една от най-високите в света.
След бумът от 1957 г. темпът на растеж спада. Той продължава да спада, докато през 1966 г. не достига най-ниското си ниво за последните 25 години. Отчасти причината за това западане била ниската раждаемост по време на депресията и войната, но също така и промените в канадското общество. Младите хора удължили своето образование; все повече жени работели; двойките, които се оженили рано, си купували автомобили или къщи преди да създадат семейство; стандартът на живота се покачвал – всичко това намалило броя на членовете на канадското семейство. Изглеждало, че в Канада отново се очертава склонност към малки семейства.

## Населението днес
Преброяването на населението на Канада през 2011 г. установява, че общият брой на жителите е 33 476 688 души, което е приблизително 0,5% от населението на света. По приблизителна оценка населението към декември 2012 г. възлиза на около 35 милиона.
Темпът на растеж е около 1% годишно. Раждаемостта за 2013 г. е 11‰, а смъртността – 7,4‰. Механичният прираст е 3,7‰, като около 6 души на 1000 жители са имигранти. Детската смъртност е 4,88‰.

## Възрастова структура
- 0 – 14 години: 18,5% (мъже 3 052 005; жени 2 903 007)
- 15 – 64 години: 68,6% (мъже 11 099 907; жени 10 984 903)
- 65 години и нагоре: 12,9% (мъже 1 774 262; жени 2 393 029) (по данни от 2003 г.)

(2006)
- 0 – 14 години: 16,4% (мъже: 2 857 315, жени: 2 722 520)
- 15 – 64 години: 70,4% (мъже: 10 731 565, жени: 10 966 255)
- над 65 години: 13,2% (мъже: 1 887 105, жени: 2 448 150)

| Група по | Мъже       | Мъже  | Жени       | Жени  |
| възраст  | Брой       | %     | Брой       | %'    |
| 0 – 4    | 864 600    | 2,7%  | 825 940    | 2,5%  |
| 5 – 9    | 926 855    | 2,4%  | 882 520    | 2,6%  |
| 10 – 14  | 1 065 860  | 3,1%  | 1 014 060  | 3,1%  |
| 15 – 19  | 1 095 285  | 3,5%  | 1 045 205  | 3,3%  |
| 20 – 24  | 1 047 950  | 3,3%  | 1 032 435  | 3,3%  |
| 25 – 29  | 975 945    | 3,1%  | 1 009 635  | 3,2%  |
| 30 – 34  | 987 730    | 3,1%  | 1 032 515  | 3,3%  |
| 35 – 39  | 1 083 495  | 3,4%  | 1 124 780  | 3,6%  |
| 40 – 44  | 1 285 535  | 4,1%  | 1 324 925  | 4,2%  |
| 45 – 49  | 1 290 125  | 4,1%  | 1 330 470  | 4,2%  |
| 50 – 54  | 1 158 970  | 3,7%  | 1 198 330  | 3,8%  |
| 55 – 59  | 1 026 395  | 3,2%  | 1 058 230  | 3,3%  |
| 60 – 64  | 780 135    | 2,5%  | 809 730    | 2,6%  |
| 65 – 69  | 593 810    | 1,9%  | 640 770    | 2,0%  |
| 70 – 74  | 493 460    | 1,6%  | 560 320    | 1,8%  |
| 75 – 79  | 386 485    | 1,2%  | 493 095    | 1,4%  |
| 80 – 84  | 251 420    | 0,8%  | 395 285    | 1,1%  |
| 85+      | 161 930    | 0,5%  | 358 680    | 0,9%  |
| Общо     | 15 475 970 | 49,0% | 16 136 930 | 51,0% |

## Коефициент на плодовитост
- 2009 – 1,58

## Средна продължителност
- на населението: 79,83 години
- на мъжете: 76,44 години
- на жените: 83,38 години

## Расов състав
80% – бели

## Религия
- християнство: 82 %
  - римокатолици: 42%
  - Обединена канадска църква: 12%
  - англикани: 8%
  - презвитерианци: 3%
  - лутерани: 3%
  - баптисти: 3%
  - други протестанти: 9%
  - източноправославни: 2%
- мюсюлмани: 2%
- евреи: 1,2%
- без религия: 12%

## Езици
- английски: 59,3% (официален език)
- френски: 23,2% (официален език)
- италиански: 1,6%
- немски: 1,5%
- кантонски: 1,1%
- български: 0,13% (Българи в Канада)

## Грамотност
- определение за грамотност в Канада: хора на възраст над 15 години, които могат да четат и пишат.
- общо за населението: 97% (по данни от 1986 г.)
- мъже: няма данни
- жени: няма данни